# Franz Ningel
Franz Ningel (Frankfurt am Main, 18 de outubro de 1936) é um ex-patinador artístico no gelo e sobre rodas alemão, que competiu em provas de duplas representando a Alemanha Ocidental.

## Principais resultados

### Com Margret Göbl
| Resultados                                            | Resultados       | Resultados        | Resultados       | Resultados        | Resultados    | Resultados    | Resultados    | Resultados    | Resultados    | Resultados    | Resultados    | Resultados    |
| Internacional                                         | Internacional    | Internacional     | Internacional    | Internacional     | Internacional | Internacional | Internacional | Internacional | Internacional | Internacional | Internacional | Internacional |
| Evento/Temporada                                      | 1958– 1959       | 1959– 1960        | 1960– 1961       | 1961– 1962        |               |               |               |               |               |               |               |               |
| ----------------------------------------------------- | ---------------- | ----------------- | ---------------- | ----------------- | ------------- | ------------- | ------------- | ------------- | ------------- | ------------- | ------------- | ------------- |
| Jogos Olímpicos                                       |                  | 5.º               |                  |                   |               |               |               |               |               |               |               |               |
| Campeonato Mundial                                    | 5.º              | 4.º               |                  | Medalha de bronze |               |               |               |               |               |               |               |               |
| Campeonato Europeu                                    | 4.º              | Medalha de bronze | Medalha de prata | Medalha de bronze |               |               |               |               |               |               |               |               |
| Nacional                                              |                  |                   |                  |                   |               |               |               |               |               |               |               |               |
| Campeonato Alemão                                     | Medalha de prata | Medalha de ouro   | Medalha de ouro  | Medalha de ouro   |               |               |               |               |               |               |               |               |
|                                                       |                  |                   |                  |                   |               |               |               |               |               |               |               |               |
| Legenda: Competição não foi disputada nesta temporada |                  |                   |                  |                   |               |               |               |               |               |               |               |               |

### Com Marika Kilius
| Resultados                                            | Resultados       | Resultados        | Resultados        | Resultados        | Resultados    | Resultados    | Resultados    | Resultados    | Resultados    | Resultados    | Resultados    | Resultados    |
| Internacional                                         | Internacional    | Internacional     | Internacional     | Internacional     | Internacional | Internacional | Internacional | Internacional | Internacional | Internacional | Internacional | Internacional |
| Evento/Temporada                                      | 1953– 1954       | 1954– 1955        | 1955– 1956        | 1956– 1957        |               |               |               |               |               |               |               |               |
| ----------------------------------------------------- | ---------------- | ----------------- | ----------------- | ----------------- | ------------- | ------------- | ------------- | ------------- | ------------- | ------------- | ------------- | ------------- |
| Jogos Olímpicos                                       |                  |                   | 4.º               |                   |               |               |               |               |               |               |               |               |
| Campeonato Mundial                                    |                  | 7.º               | Medalha de bronze | Medalha de prata  |               |               |               |               |               |               |               |               |
| Campeonato Europeu                                    |                  | Medalha de bronze | Medalha de bronze | Medalha de bronze |               |               |               |               |               |               |               |               |
| Nacional                                              |                  |                   |                   |                   |               |               |               |               |               |               |               |               |
| Campeonato Alemão                                     | Medalha de prata | Medalha de ouro   | Medalha de ouro   | Medalha de ouro   |               |               |               |               |               |               |               |               |
|                                                       |                  |                   |                   |                   |               |               |               |               |               |               |               |               |
| Legenda: Competição não foi disputada nesta temporada |                  |                   |                   |                   |               |               |               |               |               |               |               |               |